# Псеудотромбоцитопенија
 Псеудотромбоцитопенија или лажна тромбоцитопенија је нетачан број тромбоцита у крви, или лабораторијски артефакт, који може довести до озбиљних проблема у дијагностици и лечењу пацијената са ниским бројем тромбоцита (тромбоцитопенијом). Најчешћи разлог за овај артефакт које се дешава ин витро, је његова повезаност са применом етилен диамин тетра сирћетне киселине (ЕДТА) као антикоагуланса или ређе цитрата, који током испитивања узорка крви изазивају лажну слику смањеног броја циркулишућих тромбоцита. Понекад, псеудотромбоцитопенија може бити повезана и са псеудолеукоцитозом, када лажно повишени број леукоцита настаје јер аутоматски бројач рачуна слепљене тромбоците као леукоците.
Због ове могућности, први корак при регистровању тромбоцитопеније код болесникаса са акутним коронарним синдромом требало би да буде разликовање тромбоцитопеније од ин витро феномена псеудотромбоцитопеније. Налаз псеудотромбоцитопеније често може водити у беспотребно укидање неопходних медикамената или одлагању инвазивних и оперативних захвата, због страха од нежељених реакција.

## Епидемиологија
Псеудотромбоцитопенија као феномен среће се према неким студијама у распону од 1 : 1.000 до 1 : 10.000 узорака крви испитиваних са ЕДТА као антикогулансом, или 0,09% до 0,21%, по другим истраживањима.

## Етиопатогенеза
Псеудотромбоцитопеније се најчешће јављају при употреби:
- Етилен диамин тетра сирћетне киселине (ЕДТА) као антикоагуланса.
- Цитрата (али си изузетно ретко) као антикоагуланса, који је слабији хелатор калцијума,
- Д-фенилаланин-пролин-аргинин-хлорометилкетона
- Хепарина.[5]

У другим случајевима, псеудотромбоцитопенија може бити повезана са псеудолеукопенијом. Наиме лажно мали број леукоцита може се јавити у случајевима када тромбоцити адхерирају за леукоците (сателитизам). У тим случајевима велики број тромбоцита и леукоцита не броји се ни као тромбоцити нити као леукоцити.
Ниска спољна темпаратура и продужено време од момента узимања крви до анализе повећава учесталост јављања псеудотромбоцитопеније.
Ређи узрок феномена тромбоцитопенијеје може бити адхезије тромбоцита за леукоците или моноците (тромбоцитни сателитизам). 
Чест узрок псеудотромбоцитопеније су и грешке у преаналитичкој фази, тј. током вађења крви због: 
- продужене стазе крви, која активира ткивни тромбопластин, а он доводи до аглутинације тромбоцита,[7][4]
- препуњеност епрувете и
- постојање коагулације у епрувети.[8]

Псеудотромбоцитопенија најчешће настаје услед аглутинације тромбоцита активираним ИгГ и ИгМ аглутинина, нарочито код болесника које имају неко системско обољење. У једној серији од 88 особа са ЕДТА зависном псеудотромбоцитопенијом, код 56 испитиваних откривено је присуство антикардиолипинскиха антитела, док су друге серије у псеудотромбоцитопенији откриле позитивна хепарин ТФ4 (хепарин-тромбоцитни фактор 4) антитела у 25% случајева.
Аутоантитела, ИгГ, ИгМ, ређе ИгА класе препознају скривене тромбоцитне епитопе који се експримирају ин витро и реагују са претходно скривеним антигенима, најчешће гликопротеинима ИИб или фосфолипидима.

## Дијагноза
Псеудотромбоцитопенија се рутински утврђује налазом нормалног броја тромбоцита са узорком крви у епрувети са цитратом или хепарином. 
У неким случајевима саветује се анализа са амонијум оксалатом уз ручно бројање тромбоцита и анализа обојеног размаза крви на плочици. Када се на размазу крви уочавају гомилице тромбоцита.
У дијагностици је веома битно разликовати налаз агрегата тромбоцита при нормалној темпаратури тела од промена насталих услед хладних аглутинина, мада ти феномени могу и коегзистирати. Некада је и налаз џиновских тромбоцита узрок да аутоматски бројачи крвних ћелија тромбоците не прикажу као такве. 
Групице тромбоцита могу се при бројању аутоматским бројачима крвних ћелија појавити у леукоцитном хистограму и приказати се као мали лимфоцити, доводећи до тога да се региструје лажна леукоцитоза.
Регистровање тромбоцитопеније аутоматским бројачима крвних ћелија захтева поновно бројање са промењеним антикоагулансима и израду крвног размаза на којем се уочавају тромбоцити у групицама.

## Клинички значај
Клинички битан податак је, да једна трећина тромбоцитопенија изазваних абцикимабом, спада у групу псеудотромбоцитопенија.